# 7237 Vickyhamilton
7237 Vickyhamilton este un asteroid din centura principală, descoperit pe 3 noiembrie 1988, de Kenzō Suzuki și Toshimasa Furuta.